# Imhotep (vizir de Thoutmôsis Ier)
Pour l’article homonyme, voir Imhotep (homonymie).
Imhotep (Celui qui s'avance en paix) est vizir et maire de Thèbes sous le règne de Thoutmôsis Ier. 

## Biographie

Vase canope d'Imhotep, provenant de la tombe (QV46) d'Imhotep, exposés au Musée égyptologique de Turin.

Bien que nous ne disposions que de peu de renseignements à son sujet, ce proche du roi joua un rôle dans l'éducation des enfants du pharaon. Une inscription, dans la tombe de l'un d'entre eux, le prince Ouadjmès nous éclaire légèrement sur le personnage :
« Quant au maire de la ville, le vizir Imhotep, il fut nommé précepteur des enfants royaux du roi de Haute et de Basse-Égypte Âakhéperkarê, tant il était en faveur auprès du souverain. »
Selon Nicolas Grimal, il est le grand-père d'Hapouseneb, l'un des grands favoris du règne d'Hatchepsout, grand prêtre d'Amon et vizir.
Sa momie est exposée au musée égyptologique de Turin.